# Audignies
Audignies est une commune française située dans le département du Nord, en région Hauts-de-France.

## Géographie

### Communes limitrophes
| Bavay       |            |                |
|             | Audignies  | La Longueville |
| Mecquignies | Locquignol |                |

### Hydrographie

#### Réseau hydrographique
La commune est située dans le bassin Artois-Picardie. Elle est drainée par l'Hogneau, le ruisseau d'Audignies, le ruisseau Des Prés et divers autres petits cours d'eau,.
L'Hogneau, d'une longueur de 38 km, prend sa source dans la commune de La Longueville et se jette  dans le canal de Mons à Thivencelle, après avoir traversé neuf communes en France et une partie en Belgique.

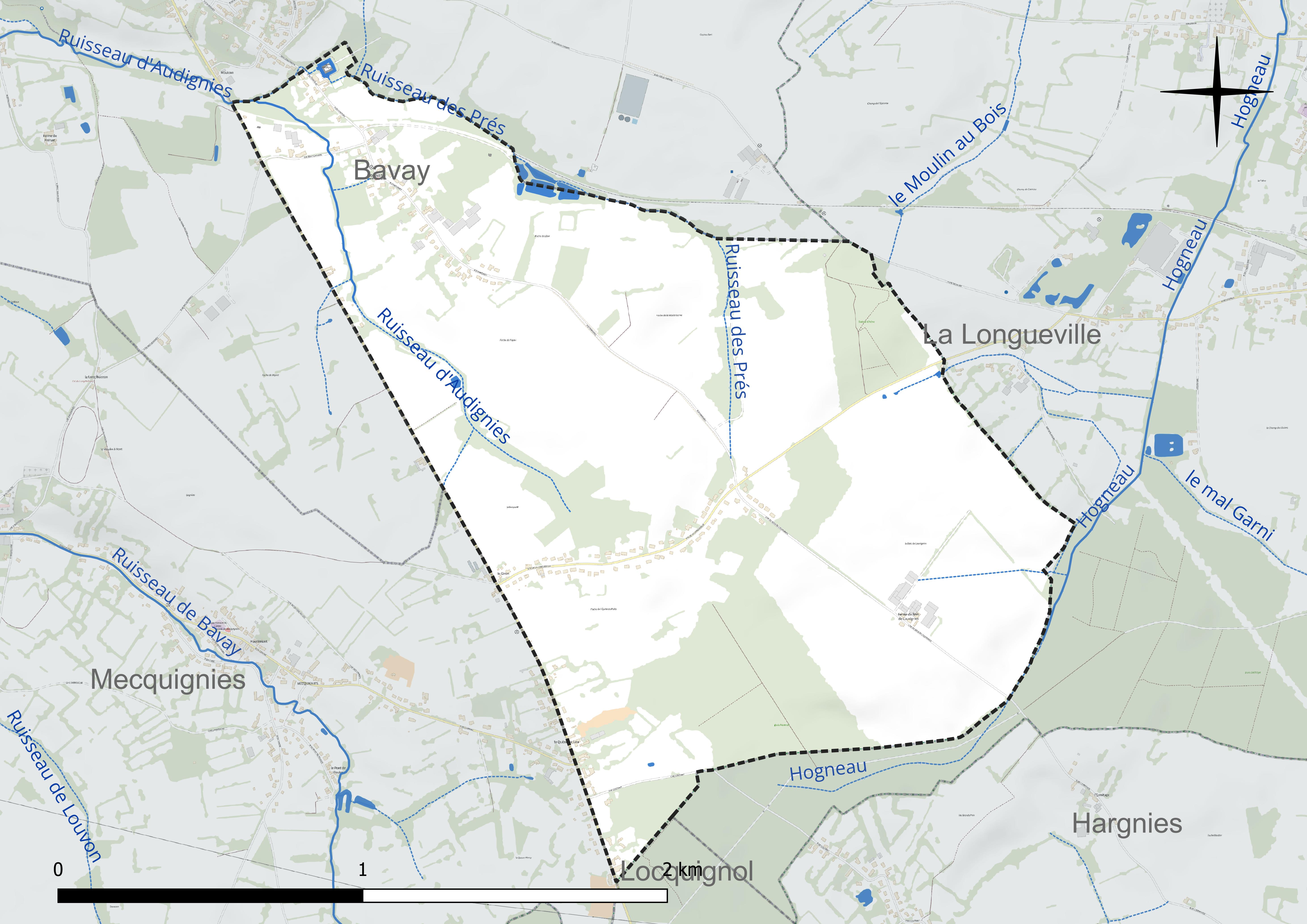
Réseau hydrographique d'Audignies.

#### Gestion et qualité des eaux
Le territoire communal est couvert par le schéma d'aménagement et de gestion des eaux (SAGE) « Escaut ». Ce document de planification concerne un territoire de 2 005 km2 de superficie, délimité par le bassin versant de l'Escaut. Le périmètre a été arrêté le 9 juin 2006 et le SAGE proprement dit a été approuvé le 13 juillet 2021. La structure porteuse de l'élaboration et de la mise en œuvre est le syndicat mixte Escaut et Affluents (SyMEA).
La qualité des cours d'eau peut être consultée sur un site dédié géré par les agences de l'eau et l'Agence française pour la biodiversité.

### Climat
Pour des articles plus généraux, voir Climat des Hauts-de-France et Climat du Nord.
En 2010, le climat de la commune est de type climat des marges montargnardes, selon une étude du CNRS s'appuyant sur une série de données couvrant la période 1971-2000. En 2020, Météo-France publie une typologie des climats de la France métropolitaine dans laquelle la commune est exposée à un climat océanique altéré et est dans la région climatique Nord-est du bassin Parisien, caractérisée par un ensoleillement médiocre, une pluviométrie moyenne régulièrement répartie au cours de l'année et un hiver froid (3 °C).
Pour la période 1971-2000, la température annuelle moyenne est de 10 °C, avec une amplitude thermique annuelle de 15 °C. Le cumul annuel moyen de précipitations est de 838 mm, avec 12,5 jours de précipitations en janvier et 10,1 jours en juillet. Pour la période 1991-2020, la température moyenne annuelle observée sur la station météorologique la plus proche, située sur la commune de Saint-Hilaire-sur-Helpe à 18 km à vol d'oiseau, est de 10,5 °C et le cumul annuel moyen de précipitations est de 802,4 mm,. Pour l'avenir, les paramètres climatiques de la commune estimés pour 2050 selon différents scénarios d'émission de gaz à effet de serre sont consultables sur un site dédié publié par Météo-France en novembre 2022.

## Urbanisme

### Typologie
Au 1er janvier 2024, Audignies est catégorisée commune rurale à habitat dispersé, selon la nouvelle grille communale de densité à sept niveaux définie par l'Insee en 2022.
Elle est située hors unité urbaine. Par ailleurs la commune fait partie de l'aire d'attraction de Maubeuge (partie française), dont elle est une commune de la couronne,. Cette aire, qui regroupe 65 communes, est catégorisée dans les aires de 50 000 à moins de 200 000 habitants,.

### Occupation des sols
L'occupation des sols de la commune, telle qu'elle ressort de la base de données européenne d'occupation biophysique des sols Corine Land Cover (CLC), est marquée par l'importance des territoires agricoles (87,2 % en 2018), en diminution par rapport à 1990 (88,7 %). La répartition détaillée en 2018 est la suivante :
terres arables (66,7 %), prairies (16 %), forêts (8,9 %), zones agricoles hétérogènes (4,4 %), zones urbanisées (4 %). L'évolution de l'occupation des sols de la commune et de ses infrastructures peut être observée sur les différentes représentations cartographiques du territoire : la carte de Cassini (XVIIIe siècle), la carte d'état-major (1820-1866) et les cartes ou photos aériennes de l'IGN pour la période actuelle (1950 à aujourd'hui).

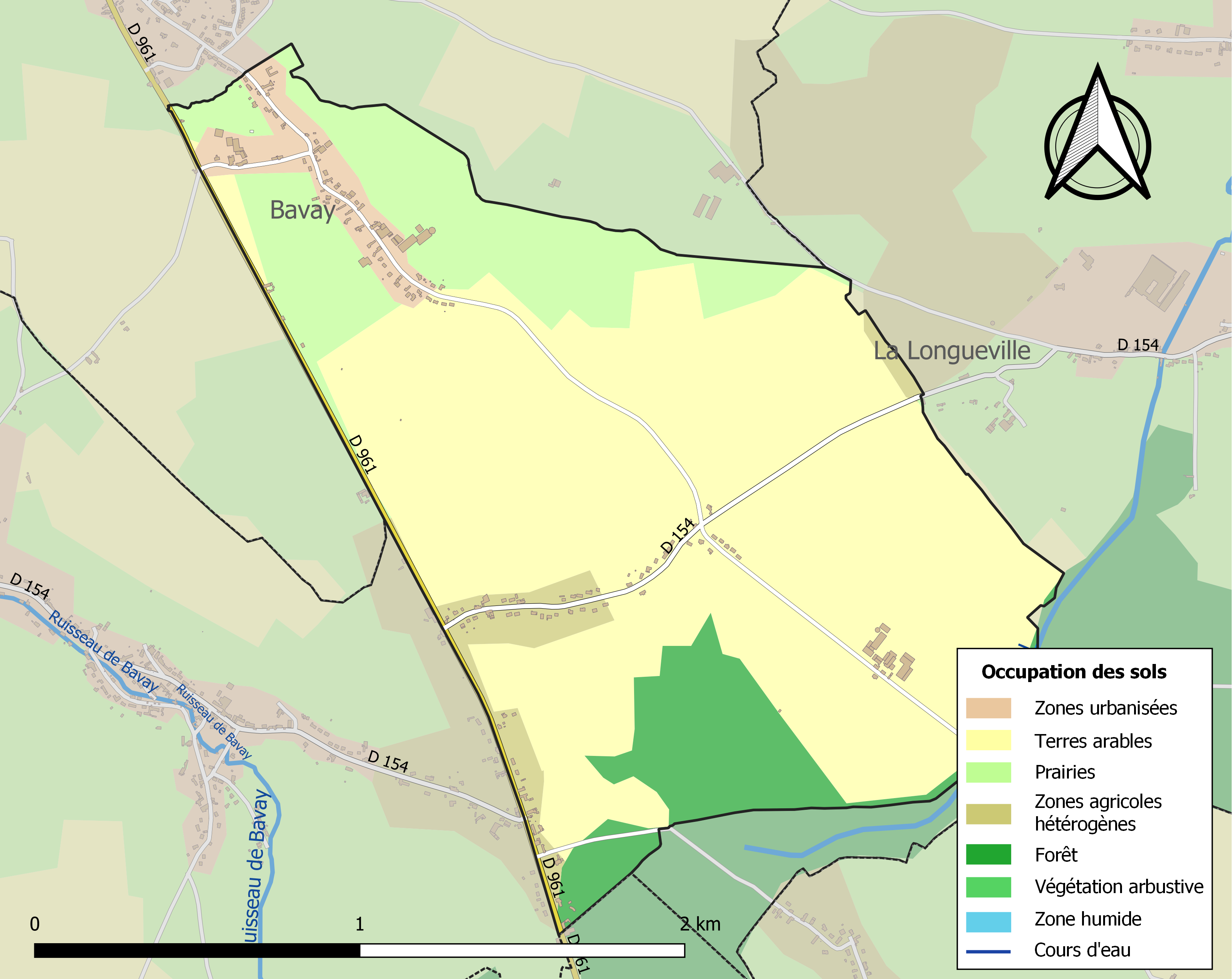
Carte des infrastructures et de l'occupation des sols de la commune en 2018 (CLC).

### Habitat et logement
En 2019, le nombre total de logements dans la commune était de 144, alors qu'il était de 130 en 2014 et de 105 en 2009.
Parmi ces logements, 94,4 % étaient des résidences principales, 1,4 % des résidences secondaires et 4,2 % des logements vacants. Ces logements étaient pour 99,3 % d'entre eux des maisons individuelles et pour 0,7 % des appartements.
Le tableau ci-dessous présente la typologie des logements à Audignies en 2019 en comparaison avec celle du Nord et de la France entière. Une caractéristique marquante du parc de logements est ainsi une proportion de résidences secondaires et logements occasionnels (1,4 %) inférieure à celle du département (1,6 %) mais supérieure à celle de la France entière (9,7 %). Concernant le statut d'occupation de ces logements, 85,8 % des habitants de la commune sont propriétaires de leur logement (84,8 % en 2014), contre 54,7 % pour le Nord et 57,5 pour la France entière.
| Typologie                                               | Audignies | Nord | France entière |
| ------------------------------------------------------- | --------- | ---- | -------------- |
| Résidences principales (en %)                           | 94,4      | 90,6 | 82,1           |
| Résidences secondaires et logements occasionnels (en %) | 1,4       | 1,6  | 9,7            |
| Logements vacants (en %)                                | 4,2       | 7,8  | 8,2            |

## Histoire
Aldinia-cas (appartenant à Aldo) serait à l'origine du nom allemand Aldingen, qui, francisé, a donné Audignies, formes anciens Audegnies, Audegny et Audignies-lez-Bavay. Le village est dans les anciens textes parfois confondu avec Audregnies (ou Daudregnies) en Belgique.
Sa mention, en 1186, comme siège d'une paroisse est probablement erronée ; les autres documents de l'époque féodale indiquent cependant la présence d'une chapelle dédiée à Sainte Catherine. Détruite pendant les guerres de religion, elle n'a pas été reconstruite. Encore au XVIIIe siècle, Audignies ne possédait ni église, ni chapelle. Le village n'était qu'un simple fief sous la prévôté de Bavay et possède un château féodal, nommé la forteresse. À partir du XIVe siècle ou déjà avant, et jusqu'à la Révolution, ce simple fief tombait sous la paroisse de Bavay. Au rétablissement du culte, le village était d'abord réuni au succursale de Louvignies-Bavay, mais revenait un an plus tard sous la cure de Bavay,.
Audignies est l'un des rares villages de France à n'avoir eu aucun disparu durant la Première Guerre mondiale.

## Politique et administration

### Rattachements administratifs et électoraux

#### Rattachements administratifs
La commune se trouve dans l'arrondissement d'Avesnes-sur-Helpe du département du Nord.
Elle faisait partie depuis 1793 du canton de Bavay. Dans le cadre du redécoupage cantonal de 2014 en France, cette circonscription administrative territoriale a disparu, et le canton n'est plus qu'une circonscription électorale.

#### Rattachements électoraux
Pour les élections départementales, la commune est membre depuis 2014 du  canton d'Aulnoye-Aymeries
Pour l'élection des députés, elle fait partie de la troisième circonscription du Nord.

### Intercommunalité
Audignies était membre de la communauté de communes du Bavaisis, un établissement public de coopération intercommunale (EPCI) à fiscalité propre créé en 2001 et auquel la commune avait transféré un certain nombre de ses compétences, dans les conditions déterminées par le code général des collectivités territoriales.
Cette intercommunalité a fusionné avec ses voisines pour former, le 1er janvier 2014, la communauté de communes du Pays de Mormal dont est désormais membre la commune.

### Liste des maires
Maire en 1939 : Legat.
| Période                                  | Période                       | Identité             | Étiquette | Qualité                     |
| ---------------------------------------- | ----------------------------- | -------------------- | --------- | --------------------------- |
| Les données manquantes sont à compléter. |                               |                      |           |                             |
| avant 1802-1803                          |                               | Albert Gillot        |           |                             |
| avant 1807                               | 1808                          | M. Hennet            |           |                             |
| Les données manquantes sont à compléter. |                               |                      |           |                             |
| 1965                                     | 2011                          | Edmond Carpentier    |           | Démissionnaire              |
| janvier 2011                             | mars 2014                     | Pierre Duroux        |           |                             |
| mars 2014                                | juillet 2022,                 | Christian Dorlodot   |           | Retraité Démissionnaire     |
| juillet 2020                             | En cours (au 22 juillet 2022) | Henry-Louis Bourgois |           | Proviseur du lycée agricole |

## Équipements et services publics

### Enseignement
Audignies fait partie de l'académie de Lille.

## Population et société

### Démographie

#### Évolution démographique
L'évolution du nombre d'habitants est connue à travers les recensements de la population effectués dans la commune depuis 1793. Pour les communes de moins de 10 000 habitants, une enquête de recensement portant sur toute la population est réalisée tous les cinq ans, les populations de référence des années intermédiaires étant quant à elles estimées par interpolation ou extrapolation. Pour la commune, le premier recensement exhaustif entrant dans le cadre du nouveau dispositif a été réalisé en 2007.

En 2022, la commune comptait 364 habitants, en évolution de +1,96 % par rapport à 2016 (Nord : +0,51 %, France hors Mayotte : +2,11 %).
| 1793 | 1800 | 1806 | 1821 | 1831 | 1836 | 1841 | 1846 | 1851 |
| ---- | ---- | ---- | ---- | ---- | ---- | ---- | ---- | ---- |
| 142  | 146  | 160  | 186  | 162  | 178  | 169  | 165  | 177  |

| 1856 | 1861 | 1866 | 1872 | 1876 | 1881 | 1886 | 1891 | 1896 |
| ---- | ---- | ---- | ---- | ---- | ---- | ---- | ---- | ---- |
| 150  | 176  | 185  | 188  | 194  | 203  | 207  | 182  | 191  |

| 1901 | 1906 | 1911 | 1921 | 1926 | 1931 | 1936 | 1946 | 1954 |
| ---- | ---- | ---- | ---- | ---- | ---- | ---- | ---- | ---- |
| 200  | 173  | 153  | 154  | 175  | 175  | 190  | 199  | 177  |

| 1962 | 1968 | 1975 | 1982 | 1990 | 1999 | 2006 | 2007 | 2012 |
| ---- | ---- | ---- | ---- | ---- | ---- | ---- | ---- | ---- |
| 179  | 213  | 165  | 205  | 233  | 260  | 281  | 284  | 306  |

| 2017 | 2022 | - | - | - | - | - | - | - |
| ---- | ---- | - | - | - | - | - | - | - |
| 366  | 364  | - | - | - | - | - | - | - |

#### Pyramide des âges
La population de la commune est relativement jeune.
En 2018, le taux de personnes d'un âge inférieur à 30 ans s'élève à 34,4 %, soit en dessous de la moyenne départementale (39,5 %). À l'inverse, le taux de personnes d'âge supérieur à 60 ans est de 22,1 % la même année, alors qu'il est de 22,5 % au niveau départemental.
En 2018, la commune comptait 187 hommes pour 182 femmes, soit un taux de 50,68 % d'hommes, largement supérieur au taux départemental (48,23 %).
Les pyramides des âges de la commune et du département s'établissent comme suit.
| Hommes | Classe d’âge | Femmes |
| ------ | ------------ | ------ |
| 0,5    | 90 ou +      | 0,6    |
| 4,3    | 75-89 ans    | 5,0    |
| 16,2   | 60-74 ans    | 17,7   |
| 21,1   | 45-59 ans    | 18,8   |
| 21,1   | 30-44 ans    | 26,0   |
| 11,4   | 15-29 ans    | 12,7   |
| 25,4   | 0-14 ans     | 19,4   |

| Hommes | Classe d’âge | Femmes |
| ------ | ------------ | ------ |
| 0,5    | 90 ou +      | 1,4    |
| 5,3    | 75-89 ans    | 8,1    |
| 14,8   | 60-74 ans    | 16,2   |
| 19,1   | 45-59 ans    | 18,4   |
| 19,5   | 30-44 ans    | 18,7   |
| 20,7   | 15-29 ans    | 19,1   |
| 20,2   | 0-14 ans     | 18     |

## Culture locale et patrimoine

### Lieux et monuments
Audignies ne possède pas d'église.
- Château du XVe siècle ; il est inscrit partiellement à l'inventaire des monuments historiques depuis 1984[31]. La construction du château est attribuée à Guillaume de Sars (1370-1438), fils d'Alard dit le Lion de Sars.
- Quelques chapelles-oratoires, caractéristiques pour l'Avesnois.

Oratoires
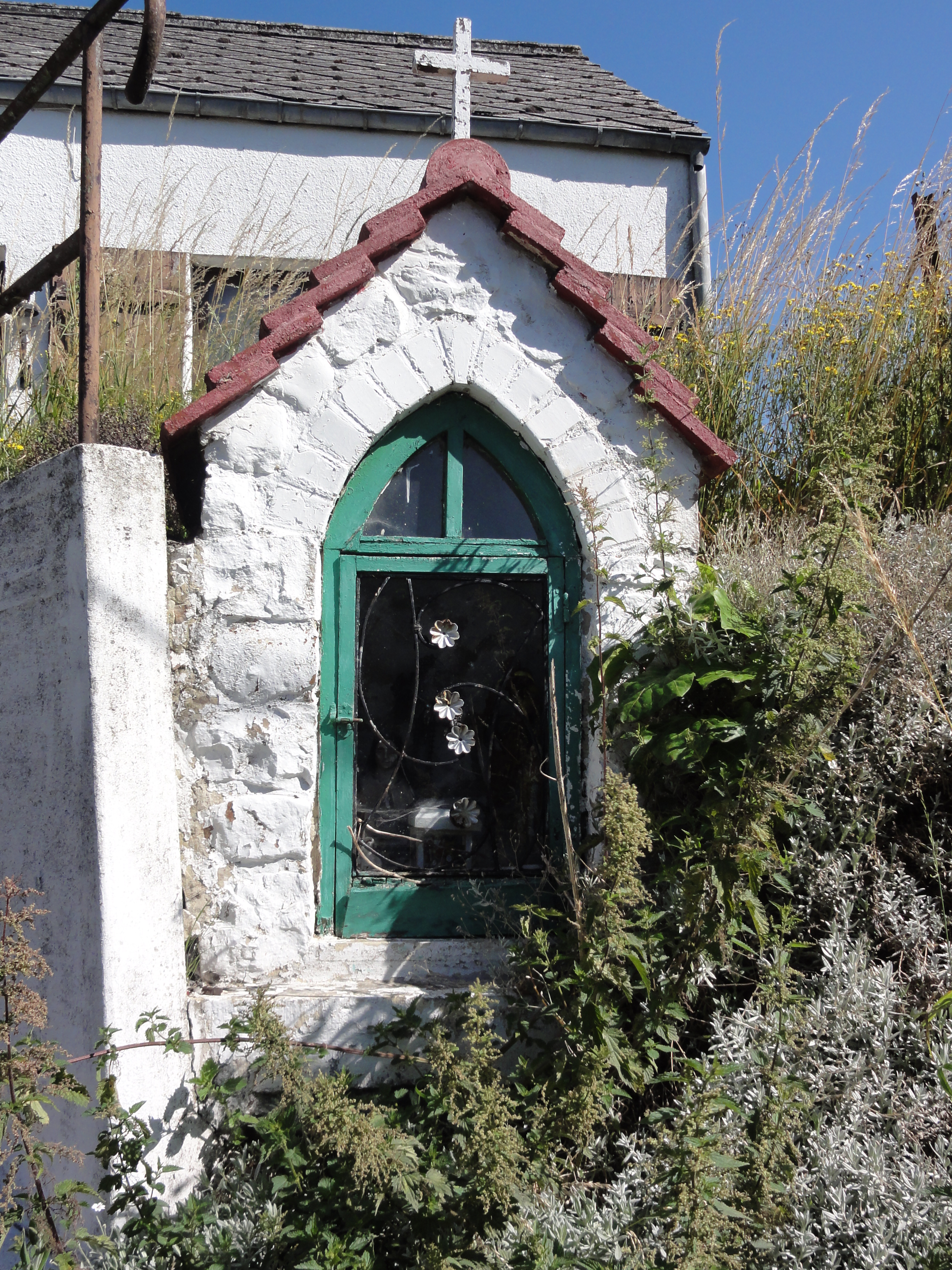
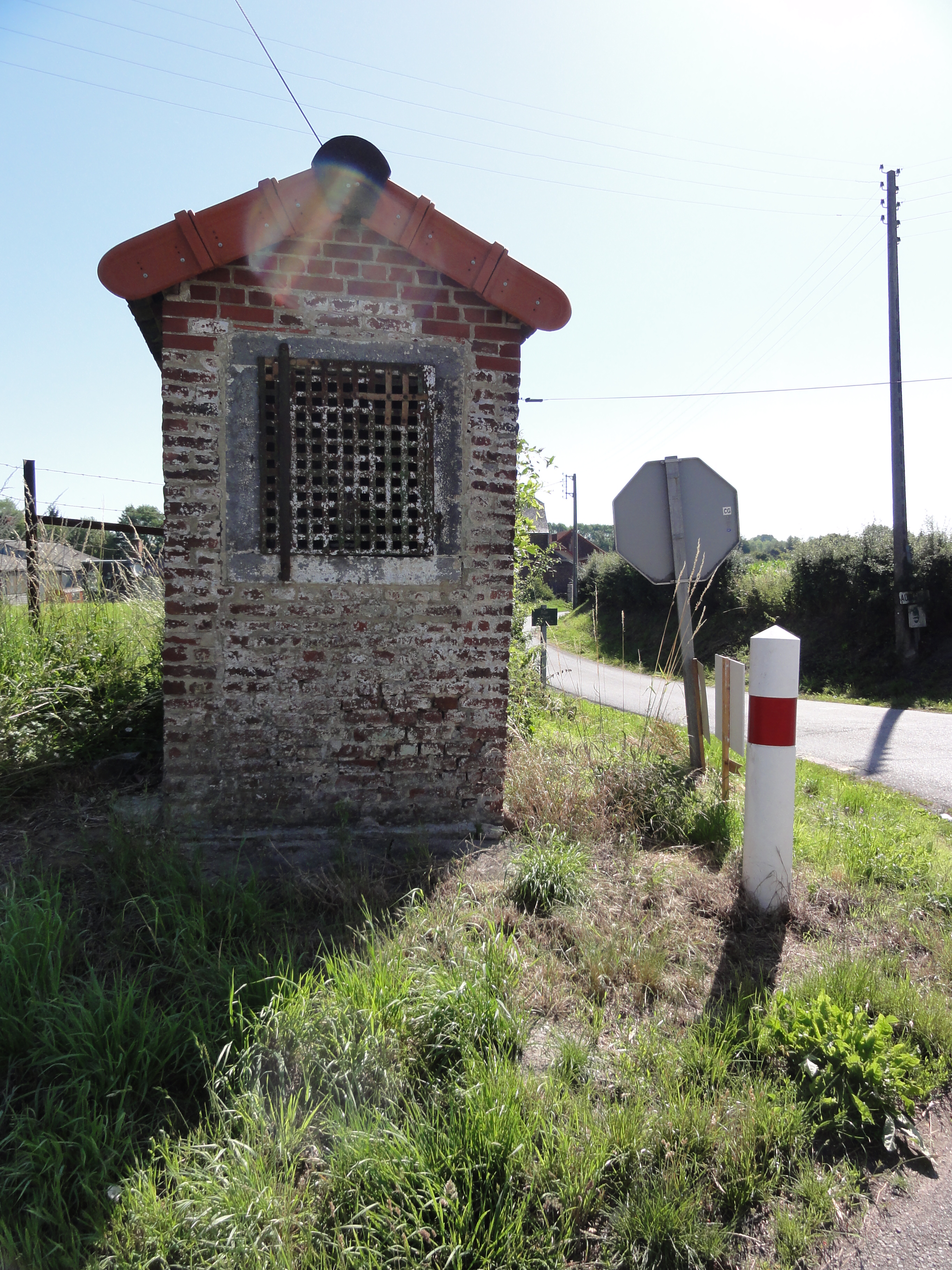

### Héraldique
| Blason de Audignies | Blason  | Bandé d'or et de sinople de six pièces, au franc-canton d'hermine. |
| Blason de Audignies | Détails | Le statut officiel du blason reste à déterminer.                   |

## Pour approfondir